# Cos de Bombers Voluntaris de Matadepera
El Cos de Bombers Voluntaris de Matadepera és un cos de bombers de Matadepera format per personal exclusivament voluntari. Depèn de Bombers de la Generalitat. L'any 2012 van celebrar els primers 30 anys d'existència.
Una de les primeres actuacions importants va ser durant la nevada de la matinada del 31 de desembre de 1985, quan més de 5.000 pins van caure i es van tallar diverses carreteres. Com a conseqüència del mal estat en que van quedar els boscos a la zona, l'estiu següent es van produir tres grans incendis, entre ells el de Montserrat del 18 d'agost de 1986. Per la seva ubicació, actuen habitualment en tasques tant de prevenció com d'intervenció a la Mola. El 21 de maig del 2001, Ramon Guinjoan va presentar la carta de renúncia com a Cap de Parc per diferències amb l'Administració i per protestar pel «mal tracte ofert als bombers voluntaris».
A part de la seva tasca de prevenció i servei, el cos de bombers voluntaris de Matadepera han participat històricament en diverses accions de voluntariat solidari. Durant la invasió russa d'Ucraïna del 2022, dos bombers de Matadepera van incorporar-se a una expedició de suport als Bombers per Ucraïna. El setembre de 2020 van rebre la donació d'un camió Man BRP de 18 tones, comprat per la Fundació Patrimoni Natural de Matadepera amb la col·laboració de l'Ajuntament de Matadepera.